# Рот Фронт-4
Рот Фронт-4 (РФ-4) — экспериментальный одноместный планёр конструкции О. К. Антонова. Построен в 1933 году. Предполагалось исследовать в полёте влияние различных элементов конструкции на характеристики планёра. Для этой цели в том же году были изготовлены ещё три планёра: Рот Фронт-1, Рот Фронт-2, Рот Фронт-3 имеющие некоторые отличия. Например, Рот Фронт-1, Рот Фронт-2, Рот Фронт-3 имели одинаковый профиль и размах и отличались площадью и удлинением крыла. РФ-2 отличался рулями высоты увеличенной площади, а РФ-4 имел самый большой размах крыла.

## Конструкция
Конструктивно Рот Фронт-4 представлял собой моноплан парасоль.
- Крыло — состоящее из центроплана и двух консолей имело коробчатый лонжерон и добавочный косой лонжерон у корня. Имелись щелевые элероны и закрылки по всему размаху. Для управлением закрылками имелся специальный рычаг.
- Фюзеляж — имел форму гондолы яйцевидного сечения, переходившую под крылом в свободнонесущую балку с килем на конце, расчаленную к крылу четырьмя тросами.